# شيب إنجلاند
شيب إنجلاند (بالإنجليزية: Chip Engelland)‏ مواليد 9 مايو 1961 في لوس أنجلوس، هو مدرب كرة سلة أمريكي ولاعب سابق. بدأ مسيرته الاحترافية في سنة 1984. يدرب سان أنطونيو سبرز في الرابطة الوطنية لكرة السلة. يبلغ طوله 6 قدم 4 بوصة (1.9 م). مثّل منتخب بلاده. اعتزل اللعب في 1991. فاز بلقب دوري إن بي إيه.

## روابط خارجية
- شيب إنجلاند على موقع كلية كرة السلة في سبورتس رفرنس.كوم (الإنجليزية)
- شيب إنجلاند على موقع سبورتس رفرنس (الإنجليزية)